# Morro Reuter
Morro Reuter é um município brasileiro do estado do Rio Grande do Sul. Localiza-se a uma latitude 29º32'17" sul e a uma longitude 51º04'51" oeste, estando a uma altitude de 492 metros. Sua altitude máxima atinge os 700 metros. Compõem o município de Morro Reuter as seguntes localidades(bairros): Walachai, São José do Herval, Muckental, Fazenda Padre Eterno, Franckental, Birckenthal, Picada São Paulo, Linha Cristo Rei, Batatenthal, Planalto, Belvedere, Linha Gorgen e Centro.
Setenta por cento da população de Morro Reuter encontra-se na zona urbana, enquanto os trinta por cento restantes estão estabelecidos na zona rural. A vegetação predominante é a mata atlântica, com relevo formado por pequenos altiplanos e as primeiras morrarias da Serra do Mar na região, sendo por isso considerado o "primeiro degrau da Serra Gaúcha".
A produção de lavanda no município fez a cidade ser reconhecida nacionalmente. A cada dois anos, realiza a Festa Nacional da Lavanda.
De acordo com o Censo IBGE de 2022, a população de Morro Reuter, no Rio Grande do Sul, é de 6.029 habitantes e possui uma área de 85,914 km².

## Histórico
Morro Reuter foi colonizado durante o século XIX por imigrantes alemães. Emancipou-se de Dois Irmãos em 1992.

## Política
A administração do município de Morro Reuter se dá pelo poder executivo e poder legislativo.
PODER EXECUTIVO:
| PREFEITOS\VICES                                                                              | PERÍODO     | FOTO DO(A) PREFEITO(A) | FOTO DO(A) VICE-PREFEITO(A) |
| -------------------------------------------------------------------------------------------- | ----------- | ---------------------- | --------------------------- |
| PRIMEIRO MANDATO: Prefeito: José Paulo Sabá Meyrer Vice-Prefeito: Wilson Flademir Reinheimer | 1993 - 1996 |                        |                             |
| SEGUNDO MANDATO: Prefeito: Wilson Flademir Reinheimer Vice-Prefeito: Renato Kuntzler         | 1997 - 2000 |                        |                             |
| TERCEIRO MANDATO: Prefeito: José Paulo Sabá Meyrer Vice-Prefeita: Elaine Heylmann Capeletti  | 2001 - 2004 |                        |                             |
| QUARTO MANDATO: Prefeita: Elaine Heylmann Capeletti Vice-Prefeito: Adair Ricardo Bohn        | 2005 - 2008 |                        |                             |
| QUINTO MANDATO: Prefeito: Adair Ricardo Bohn Vice-Prefeito: Harri Becker                     | 2009 - 2012 |                        |                             |
| SEXTO MANDATO: Prefeito: Adair Ricardo Bohn Vice-Prefeito: Harri Becker                      | 2013 - 2016 |                        |                             |
| SÉTIMO MANDATO: Prefeita: Carla Cristine Wittmann Chamorro Vice-Prefeito: Airton Bohn        | 2017 - 2020 |                        |                             |
| OITAVO MANDATO: Prefeita: Carla Cristine Wittmann Chamorro Vice-Prefeito: Airton Bohn        | 2021 - 2024 |                        |                             |

| NONO MANDATO Prefeito: Airton Bohn Vice-prefeita: Sonia Feldmann | 2025 - 2028 |  |

PODER LEGISLATIVO:
| 1ª LEGISLATURA 1993-1996 | Presidente\Ano | Foto do vereador |
| ------------------------ | -------------- | ---------------- |
| Apolônio Wittmann        |                |                  |
| Erico Alles              |                |                  |
| Guido Arnold             |                |                  |
| Jorge Ignacio Mallmann   |                |                  |
| Lauri Kaefer             |                |                  |
| Leopoldo Kochhann        |                |                  |
| Nicolau Büttenbender     |                |                  |
| Paulo Schneider          |                |                  |
| Renato Kuntzler          |                |                  |

| 2ª LEGISLATURA 1997-2000  | Presidente/Ano | Foto do vereador |
| ------------------------- | -------------- | ---------------- |
| Antônio Feldmann          |                |                  |
| Apolônio Wittmann         |                |                  |
| Elaine Heylmann Capeletti |                |                  |
| Guido Arnold              |                |                  |
| Harri Becker              |                |                  |
| Lauri Kaefer              |                |                  |
| Luís Lelio Moraes         |                |                  |
| Nicolau Büttenbender      |                |                  |
| Paulo Schneider           |                |                  |

## Demografia
De acordo com o Censo IBGE de 2022, a população de Morro Reuter, no Rio Grande do Sul, é de 6.029 habitantes.

## Monumentos

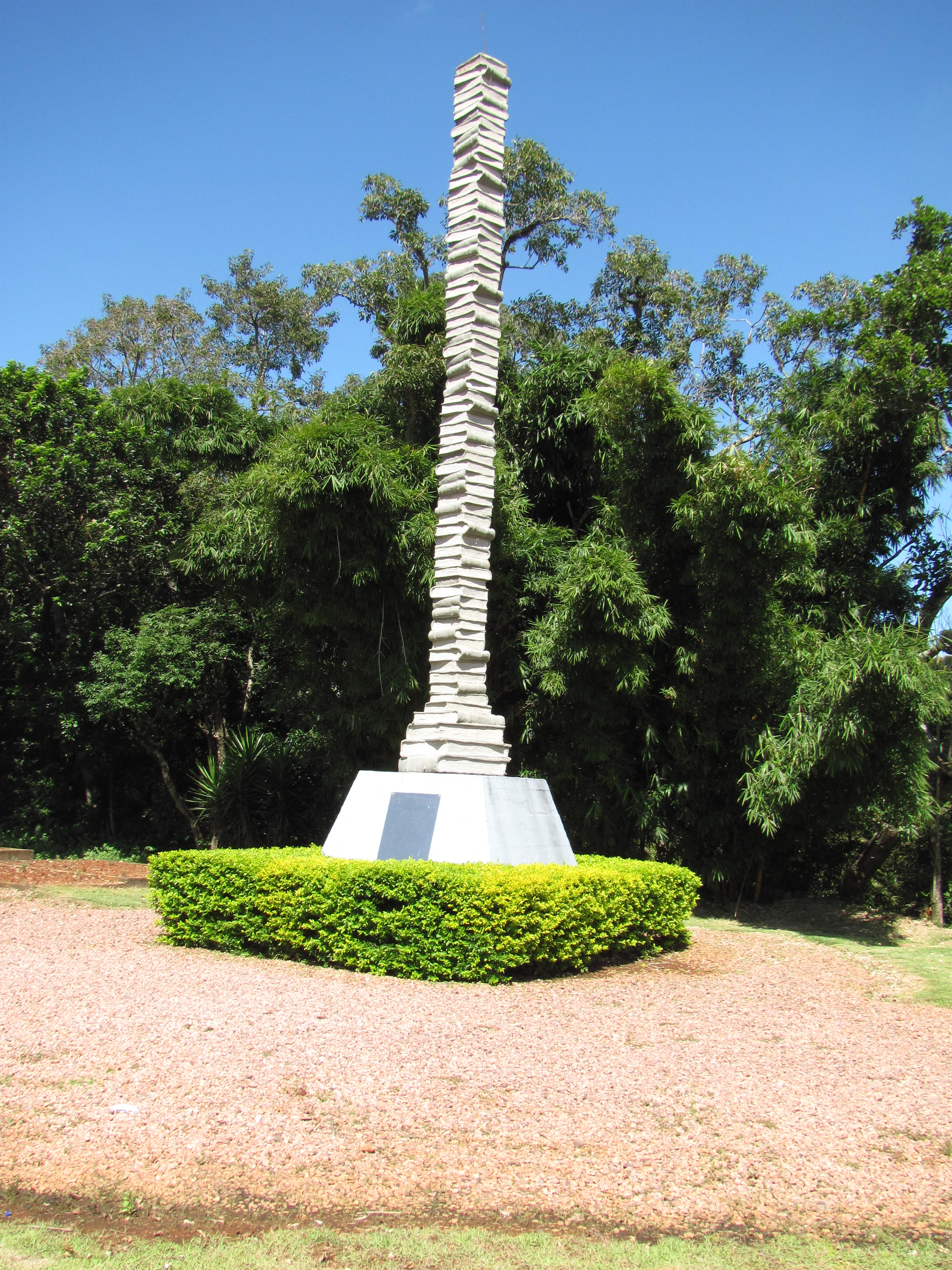
O Obelisco de Morro Reuter, um raro monumento aos livros.

Entre os monumentos, destaca-se, o Obelisco de Morro Reuter também conhecido como Obeliscos de livros, pois sua feitura arquitetônica é toda construída em forma de livros empilhados em um ornato em que cada livro forma um bloco de tijolo do monumento.

## Cultura

### Biblioteca Municipal
O município tem a Biblioteca Pública Municipal Erico Verissimo e fica situada na Rua Anita Garibadi, 219, 93990-000.

## Filhos ilustres
Irmã Míria Kolling ICM